# Ditellurbromid
Ditellurbromid ist eine chemische Verbindung des Tellurs aus der Gruppe der Bromide.

## Gewinnung und Darstellung
Ditellurbromid kann durch Reaktion von Tellur mit Tellurtetrabromid in einer ionischen Flüssigkeit und geringen Zusätzen von Natriumchlorid gewonnen werden. Die Verbindung kann auch durch Reaktion von Tellur mit Brom im Vakuum bei 215 °C dargestellt werden.

## Eigenschaften
Ditellurbromid ist ein grauer Feststoff. Er besitzt eine orthorhombische Kristallstruktur mit der Raumgruppe Pnma (Raumgruppen-Nr. 62). Die Struktur besteht aus unendlichen Doppelketten mit drei und vier Telluratomen, die zu Bändern von Te6-Ringen mit Bootkonformation kondensiert sind und verbrückende Halogenatome an den Rändern enthalten.